# Campionati sloveni di sci alpino 2003
I Campionati sloveni di sci alpino 2003 si sono svolti a Innerkrems (in Austria), a Kranjska Gora e a Rogla dal 17 febbraio al 13 aprile. Il programma ha incluso gare di discesa libera, supergigante, slalom gigante, slalom speciale e combinata, tutte sia maschili sia femminili.
Trattandosi di competizioni valide anche ai fini del punteggio FIS, vi hanno partecipato anche sciatori di altre federazioni, senza che questo consentisse loro di concorrere al titolo nazionale sloveno.

## Risultati

### Uomini

#### Discesa libera
| Pos. | Atleta            | Nazione  | Tempo   |
| ---- | ----------------- | -------- | ------- |
| 1    | Gregor Šparovec   | Slovenia | 1:23,13 |
| 2    | Florian Schneider | Germania | 1:23,87 |
| 3    | Andrej Jerman     | Slovenia | 1:24,08 |
| 4    | Ivica Kostelić    | Croazia  | 1:24,25 |
| 5    | Manfred Gstatter  | Austria  | 1:24,69 |
| 6    | Jernej Koblar     | Slovenia | 1:24,94 |
| 7    | Claus Marschnig   | Austria  | 1:25,37 |
| 7    | Thomas Trojer     | Austria  | 1:25,37 |
| 9    | Aleš Gorza        | Slovenia | 1:25,39 |
| 9    | Andrej Šporn      | Slovenia | 1:25,39 |

Data: 5 aprile

Località: Innerkrems

#### Supergigante
| Pos. | Atleta               | Nazione       | Tempo   |
| ---- | -------------------- | ------------- | ------- |
| 1    | Christoph Kornberger | Austria       | 1:15,46 |
| 2    | Ivica Kostelić       | Croazia       | 1:15,79 |
| 3    | Gregor Šparovec      | Slovenia      | 1:15,88 |
| 4    | Peter Pen            | Slovenia      | 1:15,89 |
| 5    | Andrej Šporn         | Slovenia      | 1:15,92 |
| 6    | Jernej Koblar        | Slovenia      | 1:16,37 |
| 6    | Primož Skerbinek     | Slovenia      | DSQ     |
| 8    | Thomas Trojer        | Austria       | 1:16,44 |
| 9    | Claudio Sprecher     | Liechtenstein | 1:16,94 |
| 10   | Aleš Gorza           | Slovenia      | 1:17,04 |

Data: 13 aprile

Località: Innerkrems

#### Slalom gigante
| Pos. | Atleta              | Nazione  | Tempo   |
| ---- | ------------------- | -------- | ------- |
| 1    | Aleš Gorza          | Slovenia | 1:48,46 |
| 2    | Mitja Dragšič       | Slovenia | 1:49,50 |
| 3    | Bernard Vajdič      | Slovenia | 1:50,00 |
| 4    | Miha Malus          | Slovenia | 1:50,10 |
| 5    | Mitja Valenčič      | Slovenia | 1:50,17 |
| 6    | Philipp Schörghofer | Austria  | 1:50,20 |
| 7    | Andrej Šporn        | Slovenia | 1:50,21 |
| 8    | Gregor Šparovec     | Slovenia | 1:50,32 |
| 9    | Jernej Koblar       | Slovenia | 1:50,36 |
| 10   | Mitja Kunc          | Slovenia | 1:50,50 |

Data: 18 febbraio

Località: Kranjska Gora

#### Slalom speciale
| Pos. | Atleta           | Nazione   | Tempo   |
| ---- | ---------------- | --------- | ------- |
| 1    | Jukka Leino      | Finlandia | 1:32,10 |
| 2    | Juuso Aulanko    | Finlandia | 1:32,13 |
| 3    | Mitja Kunc       | Slovenia  | 1:32,21 |
| 4    | Kurt Engl        | Austria   | 1:32,43 |
| 5    | Patrick Bechter  | Austria   | 1:32,45 |
| 6    | Andrej Šporn     | Slovenia  | 1:32,48 |
| 7    | Kentarō Minagawa | Giappone  | 1:32,56 |
| 8    | Rene Mlekuž      | Slovenia  | 1:32,97 |
| 9    | Jure Košir       | Slovenia  | 1:33,12 |
| 10   | Aleš Gorza       | Slovenia  | 1:33,62 |

Data: 23 marzo

Località: Rogla

#### Combinata
| Pos. | Atleta     | Nazione  |
| ---- | ---------- | -------- |
| 1    | Aleš Gorza | Slovenia |
| 2    | ?          | ?        |
| 3    | ?          | ?        |

### Donne

#### Discesa libera
| Pos. | Atleta           | Nazione  | Tempo   |
| ---- | ---------------- | -------- | ------- |
| 1    | Urška Rabič      | Slovenia | 1:27,03 |
| 2    | Petra Robnik     | Slovenia | 1:29,51 |
| 3    | Špela Bertoncelj | Slovenia | 1:29,70 |
| 4    | Ana Drev         | Slovenia | 1:29,79 |
| 5    | Mojca Krajnčič   | Slovenia | 1:29,86 |
| 6    | Mojca Rataj      | Slovenia | 1:30,49 |
| 7    | Darja Bajc       | Slovenia | 1:30,50 |
| 8    | Alenka Kuerner   | Slovenia | 1:30,76 |
| 9    | Lea Lozar        | Slovenia | 1:31,57 |
| 10   | Dijana Vukićević | Slovenia | 1:32,39 |

Data: 5 aprile

Località: Innerkrems

#### Supergigante
| Pos. | Atleta          | Nazione  | Tempo   |
| ---- | --------------- | -------- | ------- |
| 1    | Urška Rabič     | Slovenia | 1:19,39 |
| 2    | Darja Bajc      | Slovenia | 1:19,86 |
| 3    | Mojca Rataj     | Slovenia | 1:20,08 |
| 4    | Alenka Dovžan   | Slovenia | 1:20,12 |
| 4    | Tina Maze       | Slovenia | 1:20,12 |
| 6    | Lea Lozar       | Slovenia | 1:20,14 |
| 7    | Alenka Kuerner  | Slovenia | 1:20,33 |
| 8    | Mojca Krajnčič  | Slovenia | 1:20,50 |
| 9    | Ana Drev        | Slovenia | 1:20,69 |
| 10   | Polona Razingar | Slovenia | 1:21,60 |

Data: 13 aprile

Località: Innerkrems

#### Slalom gigante
| Pos. | Atleta            | Nazione   | Tempo   |
| ---- | ----------------- | --------- | ------- |
| 1    | Eva Kurfürstová   | Rep. Ceca | 1:59,91 |
| 2    | Ana Jelušić       | Croazia   | 1:59,94 |
| 3    | Tina Maze         | Slovenia  | 2:00,00 |
| 4    | Nika Fleiss       | Croazia   | 2:00,18 |
| 5    | Alenka Dovžan     | Slovenia  | 2:00,20 |
| 6    | Susanne Ekman     | Svezia    | 2:00,62 |
| 7    | Špela Pretnar     | Slovenia  | 2:01,63 |
| 8    | Šárka Záhrobská   | Rep. Ceca | 2:01,97 |
| 9    | Petra Zakouřilová | Rep. Ceca | 2:02,31 |
| 10   | Lana Grandovec    | Slovenia  | 2:02,42 |

Data: 17 febbraio

Località: Kranjska Gora

#### Slalom speciale
| Pos. | Atleta             | Nazione    | Tempo   |
| ---- | ------------------ | ---------- | ------- |
| 1    | Lea Dabič          | Slovenia   | 1:32,77 |
| 2    | Ana Kobal          | Slovenia   | 1:33,70 |
| 3    | Špela Pretnar      | Slovenia   | 1:33,76 |
| 4    | Mojca Rataj        | Slovenia   | 1:34,65 |
| 5    | Urška Rabič        | Slovenia   | 1:34,77 |
| 6    | Tina Maze          | Slovenia   | 1:35,07 |
| 7    | Alenka Dovžan      | Slovenia   | 1:35,13 |
| 8    | Ana Drev           | Slovenia   | 1:35,28 |
| 9    | Zuzana Smerčiaková | Slovacchia | 1:35,35 |
| 10   | Petra Robnik       | Slovenia   | 1:35,55 |

Data: 22 marzo

Località: Rogla

#### Combinata
| Pos. | Atleta      | Nazione  |
| ---- | ----------- | -------- |
| 1    | Urška Rabič | Slovenia |
| 2    | ?           | ?        |
| 3    | ?           | ?        |